# Адам Аллуш
Адам Аллуш (фр. Adam Allouche, 0 грудня 1993) — французький плавець. Представляв збірну Лівану на Чемпіонату світу з водних видів спорту 2015 (на дистанціях  50 метрів на спині та Плавання на 50 метрів брасом), а також на чемпіонатах світу на короткій воді 2014, 2016.